# تنشئة طفل "غازوربازورب"
«تنشئة طفل» غازوربازورب"" (بالإنجليزية: Raising Gazorpazorp) هي الحلقة السابعة من الموسم الأول من المسلسل التلفزيوني الأمريكي ريك ومورتي. أخرجه جيف مايرز وكتبه إريك أكوستا ووايد راندولف وتم بثه في 10 آذار 2014. تلقت الحلقة مراجعات نقدية ومختلطة من النقاد.

## الحبكة
في متجر رهن في الفضاء، يشتري ريك لمورتي روبوتًا جنسيًا. بعد فترة وجيزة، والروبوت ولد لمورتي فضائي هجين الطفل الذي أسماه مورتي (مورتي الابن) ريك وسمر ذهابا إلى كوكب الروبوت الجنس والمنشأ، غازوربازورب، للعثور على الآباء أكثر ملاءمة لمورتي الابن بعد اكتشاف أن الإناث غازوربازورب هي الجنس المهيمن على يتعلم الكوكب وريك وسمر أن ذكور هذا النوع تنضج في أيام فقط وهي بطبيعتها عنيفة للغاية. الإناث غازوربازورب إعتقلت ريك بسبب كراهية النساء وتهدد بإعدام كل من له وسمر حتى تكتشف سمر وقدمت لها أعلى من المألوف من قبل رجل، إقناعهم السماح لهم بالرحيل أحرار.
في هذه الأثناء، تضغط الشيخوخة السريعة لمورتي الابن على مورتي لمحاولة تربيته. خوفًا من غرائزه العدوانية، يبقي مورتي مورتي الابن بالداخل بإخباره أن الهواء في الخارج سام. ومع ذلك، فإن العزلة تجعل مورتي جونيور متمردة. عندما أدرك أن مورتي كذب عليه بشأن الهواء، دخل في معركة مع مورتي حتى يصل ريك ويستعد لقتل مورتي الابن. يخرج ويعيش بمفرده بينما يوجه عدوانه إلى فن إبداعي. في مشهد ما بعد إنتهاء الحلقة، يذهب مورتي الابن إلى برنامج حواري للحديث عن كتاب كتبه بعنوان أبي (الرهيب), والذي أصبح ناجحًا للغاية.

## الاستقبال

### المشاهدة بالأرقام
وفي تاريخ بثه، شاهد «تنشئة طفل» غازوربازورب"" 1.76 مليون مشاهد أمريكي.

### استجابة حرجة
حصل الموسم الأول على نسبة موافقة 96٪ على روتن توميتوز بناءً على 28 مراجعة، بمتوسط تقييم 8.19 من 10. يقرأ إجماع نقاد الموقع، «ريك ومورتي ينطلقان على الشاشات ويتركان انطباعًا فوريًا ببقع الألوان الزاهية، والتمثيل الصوتي الارتجالي، ومغامرات الخيال العلمي المخططة بكثافة - مما يجلب قدرًا مذهلاً من القلب إلى فرضية كونية بلا قلب» تم انتقاد الحلقة بشدة من قبل كوري بلانت من <i id="mwHA">Inverse</i>, الذي قال «من الصعب استيعابها أو تفسيرها في» تنشئة طفل «غازوربازورب» «لأنه كما يحدث غالبًا، يتجاهل ريك ومورتي بسرعة نقطة دخول مقنعة بخلاف ذلك للتعليق الاجتماعي المؤثر للانتقال إلى النكتة التالية» و«كان من الممكن أن يكون هذا نقطة تحول رائعة حقًا حيث يوضح العرض كيف يتم تقويض توقعات ريك الغبية والشوفينية من قبل مجتمع ناضج ومتطور. وبدلاً من ذلك، فإنهم جميعًا حمقى وأساسيون»
تشمل المراجعات الإيجابية مراجعة Zack Handlen's إيه. في. كلوب, والتي زعمت «بقدر ما هو ممتع للغاية مثل القصة، إنها نظرة مستوية بشكل مدهش على التحديات التي تواجه أي شخص يحاول تربية طفل. تقدم بيث وجيري نصيحة مورتي بشأن ما يجب أن يفعله، لكنها متناقضة، وفي اللحظة التي يحدث فيها أي خطأ، يقع اللوم على أكتاف مورتي. بغض النظر عن كيف جيدة هي نواياه، وينتهي طفل الفقيرة حتى الكذب على مورتي الابن» جو ماتار من دن من المهوس وأشاد تفرد الحلقة، قائلا«شيء واحد متعة» رفع غازوربازورب«هل هو تبادل مورتي وشقيقته سمر الأدوار. تغيير حتى الصيغة المعتادة، مورتي في العالم الذي يملك البقاء في المنزل والقيام، اه،» طبيعية«المسرحية الهزلية القصة، في حين سمر يذهب مع ريك التنقل بين كوكب الأرض».